# Inés Arrimadas
Inés Arrimadas García (Jerez de la Frontera, 3 luglio 1981) è una politica spagnola, presidente di Ciudadanos.

## Biografia

### Origini familiari
Inés Arrimadas è la più piccola di cinque figli (tre maschi e due femmine) di Rufino Arrimadas e Inés García, entrambi provenienti da Salmoral, nella provincia di Salamanca. Tra i suoi familiari, è noto il cugino di suo padre, Moisés Arrimadas Esteban, avvocato e politico spagnolo, nonché governatore civile franchista delle province di Cuenca e Albacete.
Durante gli anni '60, la famiglia risiedette nelle vicinanze della Piazza di Tetuán a Barcellona, dove il padre svolgeva la sua attività lavorativa presso il corpo di Polizia e presso uno studio di avvocati. Durante quel periodo la coppia Arrimadas diede alla luce il suo primo figlio.
Nel 1970 gli Arrimadas si trasferirono a Jerez de la Frontera dove Rufino, oltre ad avviare il suo studio legale nella Calle Descalzos, svolse la funzione di consigliere nell'Unión de Centro Democrático (UDC) tra il 1979 ed il 1983.

### Infanzia ed adolescenza
Inés studiò presso l'istituto religioso Nuestra Señora del Pilar di Jerez de la Frontera, dove imparò anche a recitare. In quegli anni si dimostrava ansiosa di diventare archeologa, mostrando, inoltre, uno strepitoso interesse verso la città di Barcellona dove avevano precedentemente vissuto i suoi genitori. Cominció finanche ad imparare catalano con una compagna di scuola, proveniente dalla comunitá catalana.

### Carriera universitaria e professionale
A 18 anni, Inés si trasferì a Siviglia per intraprendere gli studi in Diritto, così come avevano già fatto i suoi fratelli, ed Economia Aziendale presso l'Universitá Pablo de Olavide.
Viaggiò a Nizza dove svolse una esperienza Erasmus durante la quale si dedicò allo studio di Gestione Aziendale ed Attivitá Internazionali presso l'IPAG.
Dopo la laurea, all'età di 24 anni, lavorò presso la società MAT del settor petrolchimico come responsabile del dipartimento di amministrazione e qualità.
Successivamente, continuò a lavorare nel dipartimento di management strategico presso l'azienda D'Aleph, con sede a Barcellona, ragion per cui si trasferì nel 2006 nella città catalana. Nel 2010, con un'amica, assistette ad un incontro del nascente partito politico Ciutadanos-Partido de la Ciutadanía presso il Teatro Romea e l'anno successivo entrò nel partito come portavoce della sezione giovani.

### Carriera politica
Nel 2011, dopo aver partecipato con una amica, ad una riunione del partito Ciudadanos, decide di aderire alla nuova formazione politica fondata da Albert Rivera. Nel 2012, viene eletta deputata nel Parlamento della regione autonoma della Catalogna, e nel giugno del 2015, viene nominata portavoce del gruppo parlamentare. Dopo le elezioni regionali del settembre 2015, diventa la leader dell'opposizione nel Parlamento di Barcellona. Dopo la crisi indipendentista tra il governo della Generalidad e le autorità di Madrid, con conseguenti elezioni anticipate, è stata candidata dal suo partito alla Presidenza della Generalitat.
Nel 2019, il Primo Ministro spagnolo Pedro Sánchez ha sciolto le Cortes Generales in risposta a una sconfitta dell'approvazione del bilancio. In risposta alle elezioni anticipate, Arrimadas annuncia di concorrere per un posto alle Cortes con la senatrice Lorena Roldán come portavoce del parlamento catalano e Carlos Carrizosa come leader. Nelle elezioni dell'aprile 2019, la lista di Ciudadanos in Catalogna ha ottenuto il 12,0% dei voti e 4 seggi su 32, uno dei quali è andato ad Arrimadas. Alle elezioni del novembre 2019, la percentuale di voti del partito è scesa al 6,0% e 2 seggi, ma Arrimadas è comunque riuscita a conservare il suo ed è rimasta membro del Congreso.
L'8 marzo 2020, Arrimadas è stata votata leader del partito, ottenendo il 76,9% dei voti in una gara a tre.
Il 1º giugno 2023 annuncia tramite una conferenza stampa di abbandonare la politica, dopo la sconfitta elettorale di Ciudadanos alle elezioni amministrative spagnole, dedicandosi ad altri progetti.

## Vita privata
Il 30 luglio 2016 si è sposata con l'ex deputato di Convergencia Democrática de Cataluña, Xavier Cima. a Jerez de la Frontera. Dopo aver lasciato la politica, Cima ha iniziato a lavorare per Kreab a Madrid. Il 21 maggio 2020, la coppia ha avuto il primo figlio, Álex Cima Arrimadas, nato a Madrid. Nel marzo 2022 è nato il secondo figlio, Marc.